# Obtususton-Formation
- Humph.-Fm. = Humphriesioolith-Formation
- L.Bk-Fm = Liegende Bankkalk-Formation
- H.Bk-Fm = Hangende Bankkalk-Formation
- Zm-Fm = Zementmergel-Formation
- S.-Fm = Solnhofen-Formation
- Rö.-Fm = Rögling-Formation
- U.-Fm = Usseltal-Formation
- Mö.-Fm = Mörnshein-Formation
- N.-Fm = Neuburg-Formation
- R.-Fm = Rennertshofen-Formation

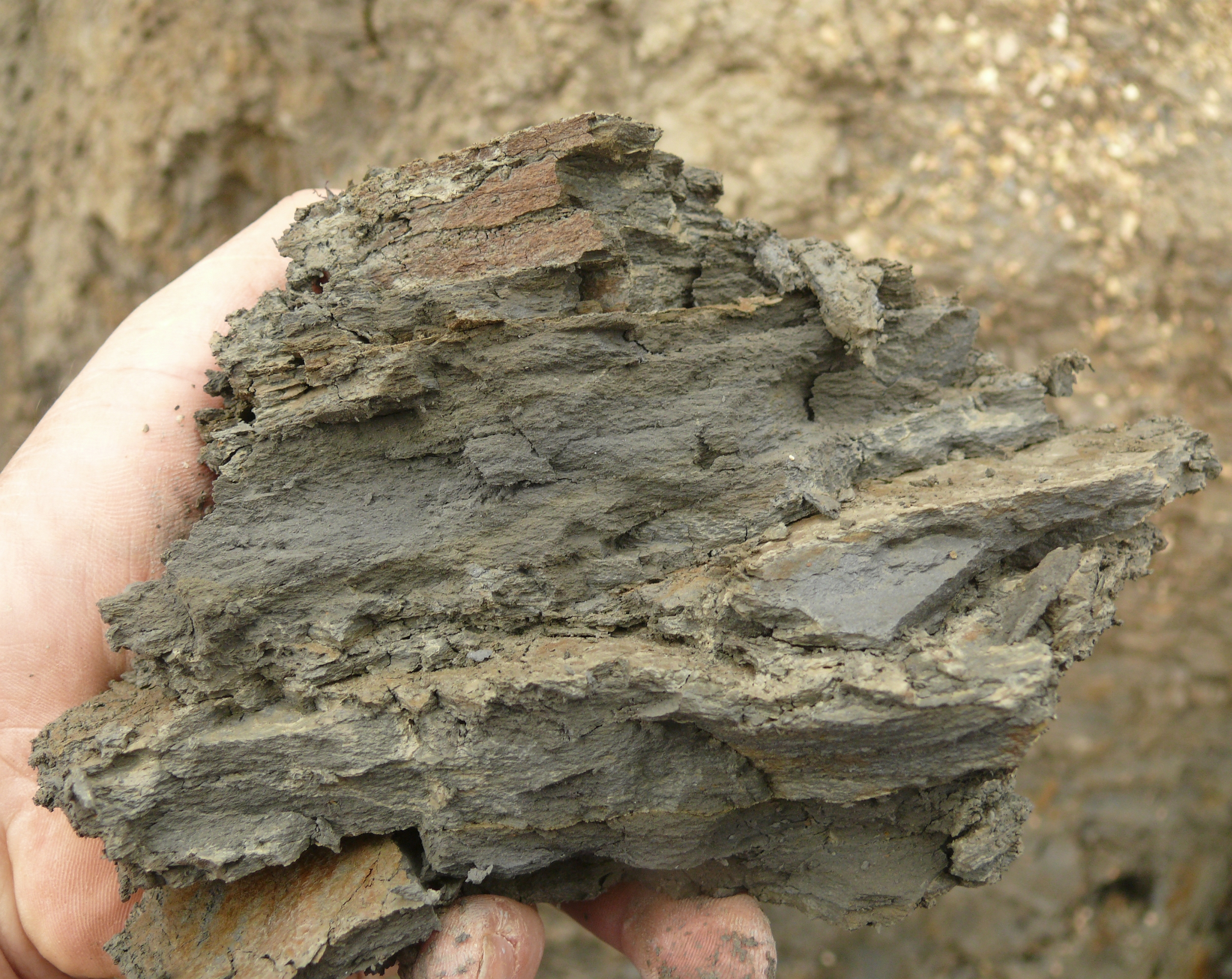
Obtususton aus einer Baugrube in Hüttlingen

Die Obtususton-Formation ist eine lithostratigraphische Formation des Süddeutschen Jura. Sie wird von der Arietenkalk-Formation unterlagert und von der Numismalismergel-Formation überlagert. In Franken verzahnt sie sich mit der Gryphaeensandstein-Formation. Sie erreicht eine Mächtigkeit bis etwa 60 m und wird in das Obersinemurium datiert.

## Geschichte
F. A. Quenstedt nannte diese Schichten 1856/57 Oxynotenlager und stellte sie in seine stratigraphische Einheit Lias beta. Der Obtususton ist nach dem Ammoniten Asteroceras obtusum benannt, der früher Ammonites obtusus hieß. Eine Typlokalität, wie sie eigentlich zur Definition einer lithostratigraphischen Einheit verlangt wird, ist bisher noch nicht definiert worden.

## Definition
Die Obtususton-Formation besteht überwiegend aus pyritreichen Tonsteinen mit einigen eingelagerten Kalkbänken. Die Mächtigkeit beträgt im Gebiet der Schwäbischen Alb bis etwa 40 m und nimmt bis auf 0 m im östlichen Württemberg ab. Im südlichen Oberrheingebiet kann die Mächtigkeit bis auf 60 m ansteigen. Die Basis der Formation wird durch eine Schilllage gebildet, das sog. "Capricornenlager". Die Obergrenze bildet die Unterkante der "Cymbium-Bank", die bereits der darüber folgenden Numismalismergel-Formation angehört.

## Zeitlicher Umfang und Verbreitungsgebiet
Die Sedimente der Obtususton-Formation wurden während des Obersinemurium abgelagert. Sie umfasst max. die Ammoniten-Zonen des Caenisites turneri, des Asteroceras obtusum, des  Oxynoticeras oxynotum und des Echioceras raricostatum. Die Formation ist auf der Schwäbischen Alb weitverbreitet und zieht sich bis zum Oberrheintalgraben, wo sie aber sehr mächtig wird. Sie verzahnt sich in Östwürttemberg und Franken mit der Gryphaeensandstein-Formation. Zwischen der Obtususton-Formation und der überlagernden Numismalismergel-Formation befindet sich eine kleine Schichtlücke.

## Untergliederung
Die Obtususton-Formation wird in das basale "Capricornenlager", den Unteren und den Oberen Obtususton unterteilt. Die Grenze zwischen Unterer und Oberer Obtususton-Formation ist die Betakalkbank. Im Wutachgebiet wird die Formation durch die Obliquabank abgeschlossen. Über der Betakalkbank im oberen Obtususton sind noch regional einige Schillkalkbänke ausgebildet ("Söllsche Lagen").